# St. Michael (Großkochberg)

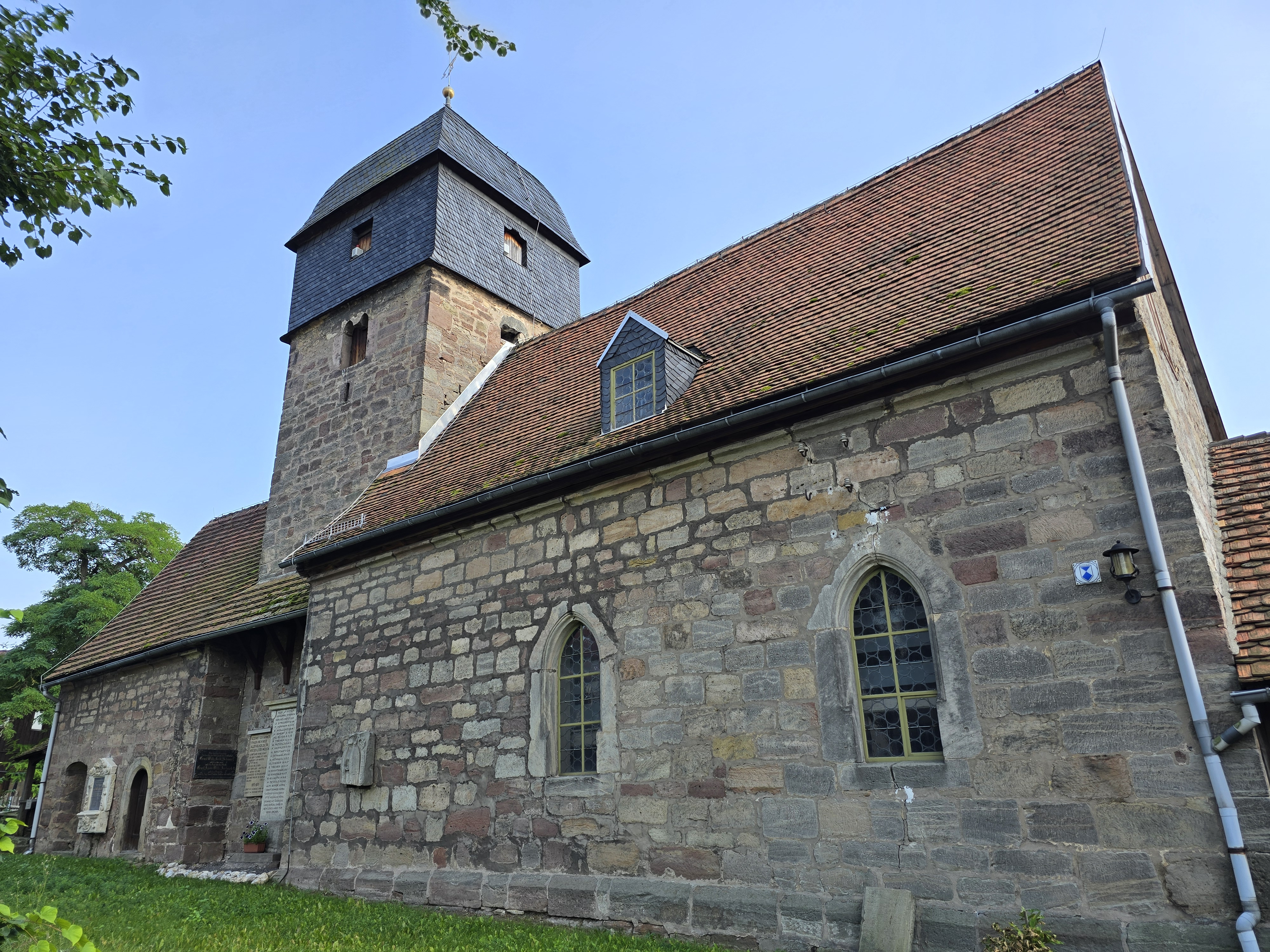
Außenansicht

Die evangelische Kirche St. Michael steht in dem Ortsteil Großkochberg der Gemeinde Uhlstädt-Kirchhasel im Landkreis Saalfeld-Rudolstadt in Thüringen.

## Lage
Die Kirche steht unweit des Dorfplatzes mitten im Ort.

## Architektur
Der älteste Teil ist der Kirchturm, welcher um das Jahr 1200 als spätromanische Chorturmkirche erbaut wurde. 1482 wurde das breitere einschiffige Langhaus im spätgotischen Stil angebaut, im selben Jahrhundert folgte auch der heute als Chor dienende Anbau an der Ostseite. Zur gleichen Zeit wurde zusätzlich der Turm erhöht.
Im 17. Jahrhundert erhielt der Kirchturm das obere Geschoss, im 18. Jahrhundert seine beschieferte Haube. Außerdem wurde der Dachstuhl des Chores abgesenkt und der des Langhauses abgerissen und neu gebaut.
1904 wurden die Fugen der Außenfassade mit Zementmörtel verstrichen. Inzwischen erweist sich das als ein Fehler, der zur Zerstörung des Steins führt.

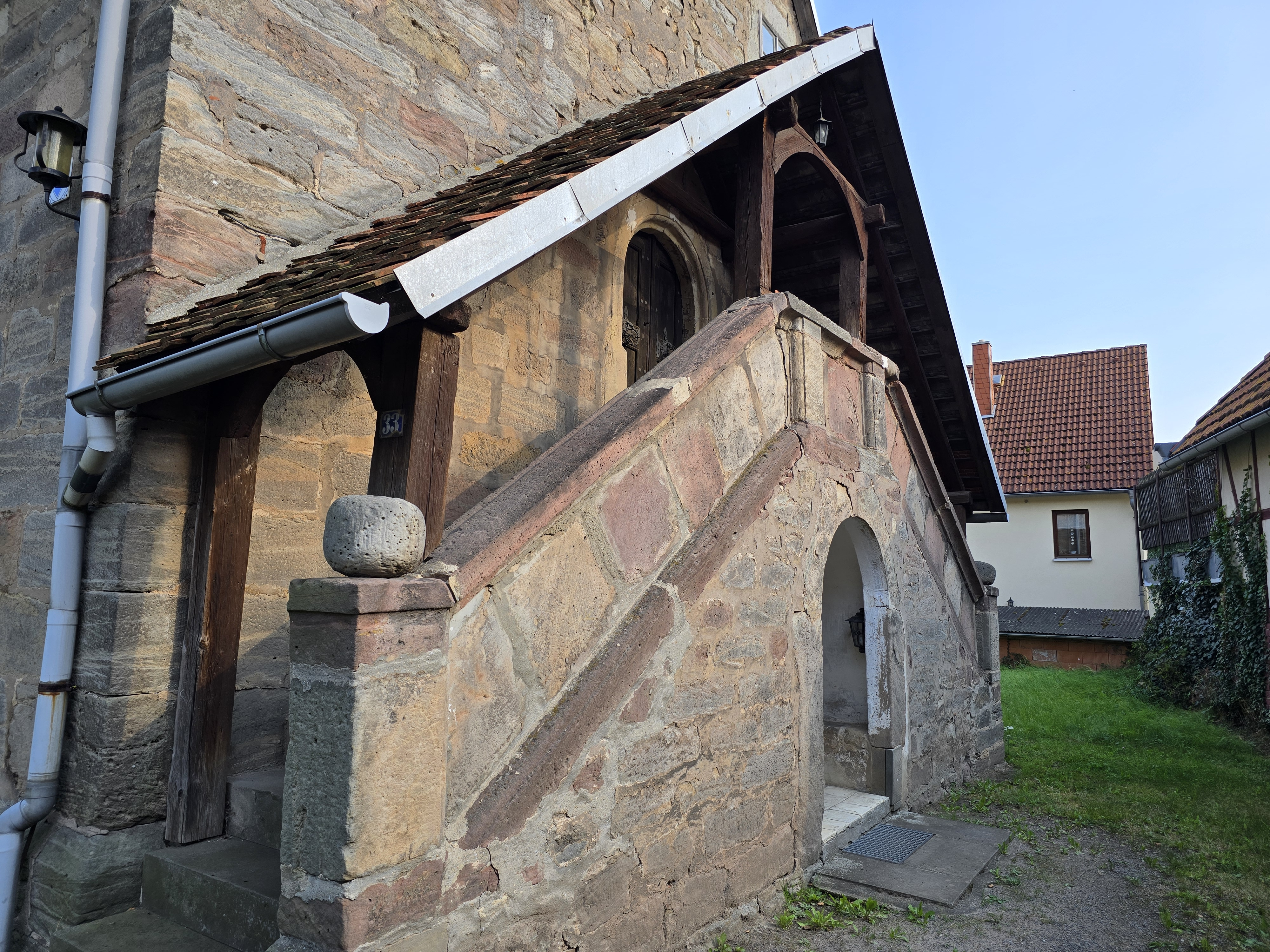
Eingang und Treppenanbau zur Empore

Blick vom Kirchturm auf Schloss Kochberg und den Luisenturm

## Ausstattung
Älteste Ausstattungsgegenstände sind vermutlich der Tabernakel mit der sichtbaren Jahreszahl 1483 sowie das Kruzifix im Raum unter dem Turm an der Nordwand, welches in die zweite Hälfte des 15. Jahrhunderts datiert wird und bis 1982 im Triumphbogen des Turmes hing. Es hat bewegliche Arme, mit welchen die Abnahme vom Kreuz und die Grablegung nachgespielt werden konnten.

Tabernakel

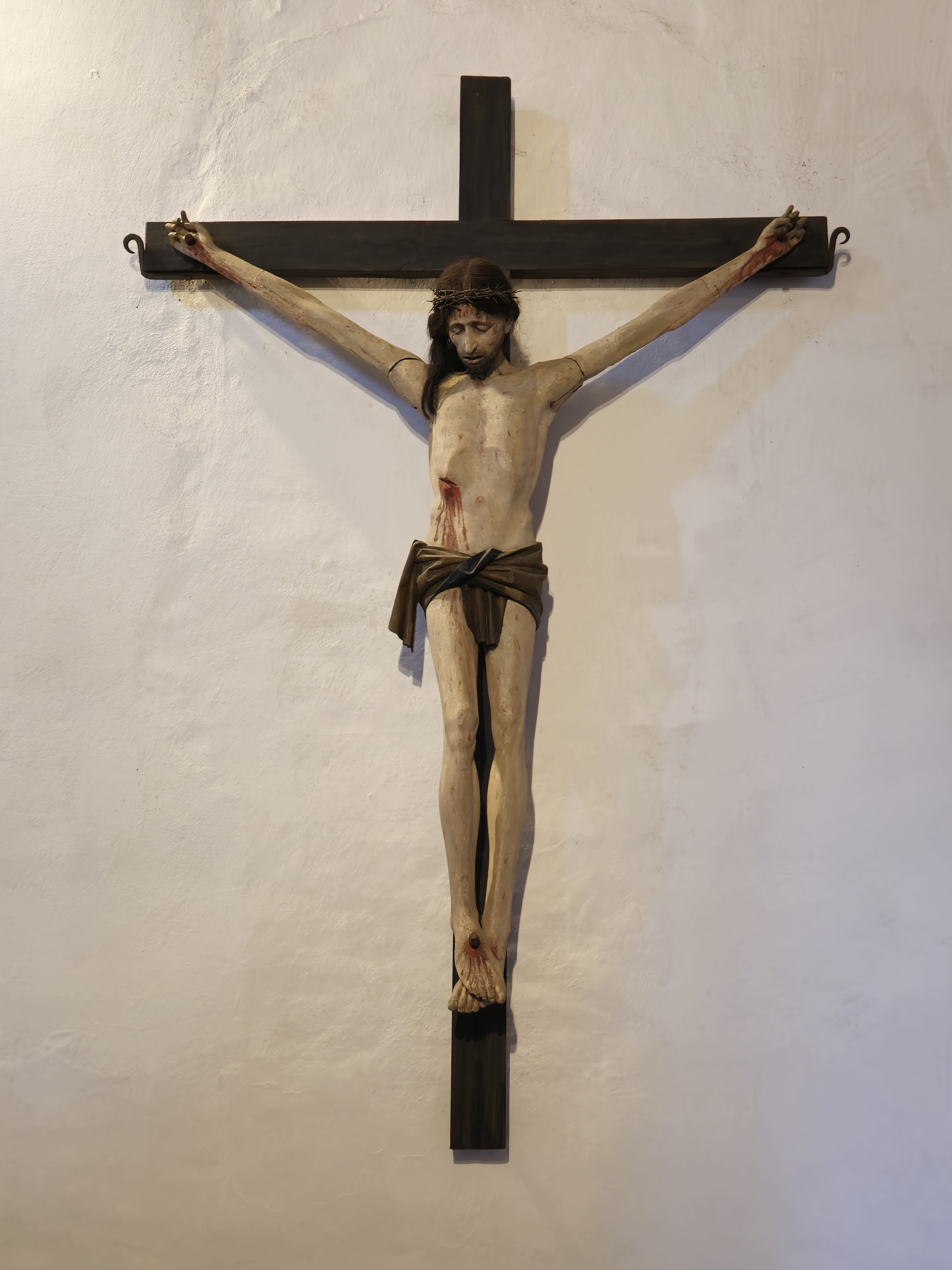
Kruzifix

### Altar
Der Flügelaltar aus dem Jahre 1490 wird den frühen Werken der Saalfelder Schule zugeordnet. In seinem Mittelschrein stehen unter zierlichen Maßwerk-Baldachinen Maria mit Kind sowie Erzengel Michael zwischen der heiligen Ursula und dem heiligen Bartholomäus. Auf den Flügeln innen links: Ottilie, Apollonia, Katharina, innen rechts: Petrus, Johannes, Paulus. Auf den Flügelaußenseiten links der Hl. Michael als Seelenwäger, rechts die Einhornverkündigung. Seinen ursprünglichen Platz im Chor hat das Altarwerk vermutlich erst wieder seit den zwanziger Jahren des 20. Jahrhunderts. Vorher hing er an den Innenwänden des Turmunterbaus, um den Blick vom im 17. Jahrhundert gebauten Patronatsstuhl freizuhalten. Die ursprüngliche Predella mit den vierzehn heiligen Nothelfern ging dabei verloren, sie wurde ersetzt durch eine aus Lichtenhain.

### Patronatsstuhl
Um 1650 wurde der Patronatsstuhl für die Schlossherren gebaut. Heute wird er teilweise vom Altar verdeckt. Er ist zweigeschossig, im unteren Stockwerk, das durch eine Tür in der Nordwand des Chores zu betreten ist, saßen die Bediensteten. Der obere Teil für die Adeligen ist über einen Treppenanbau zu erreichen, jedoch nicht für die Öffentlichkeit zugänglich. Die Glasfenster der beiden Geschosse können heruntergelassen werden, unterhalb befinden sich jeweils Bildtafeln. Der Giebel ist mit den Wappen der Familien Schönfeld und Stein bekrönt.

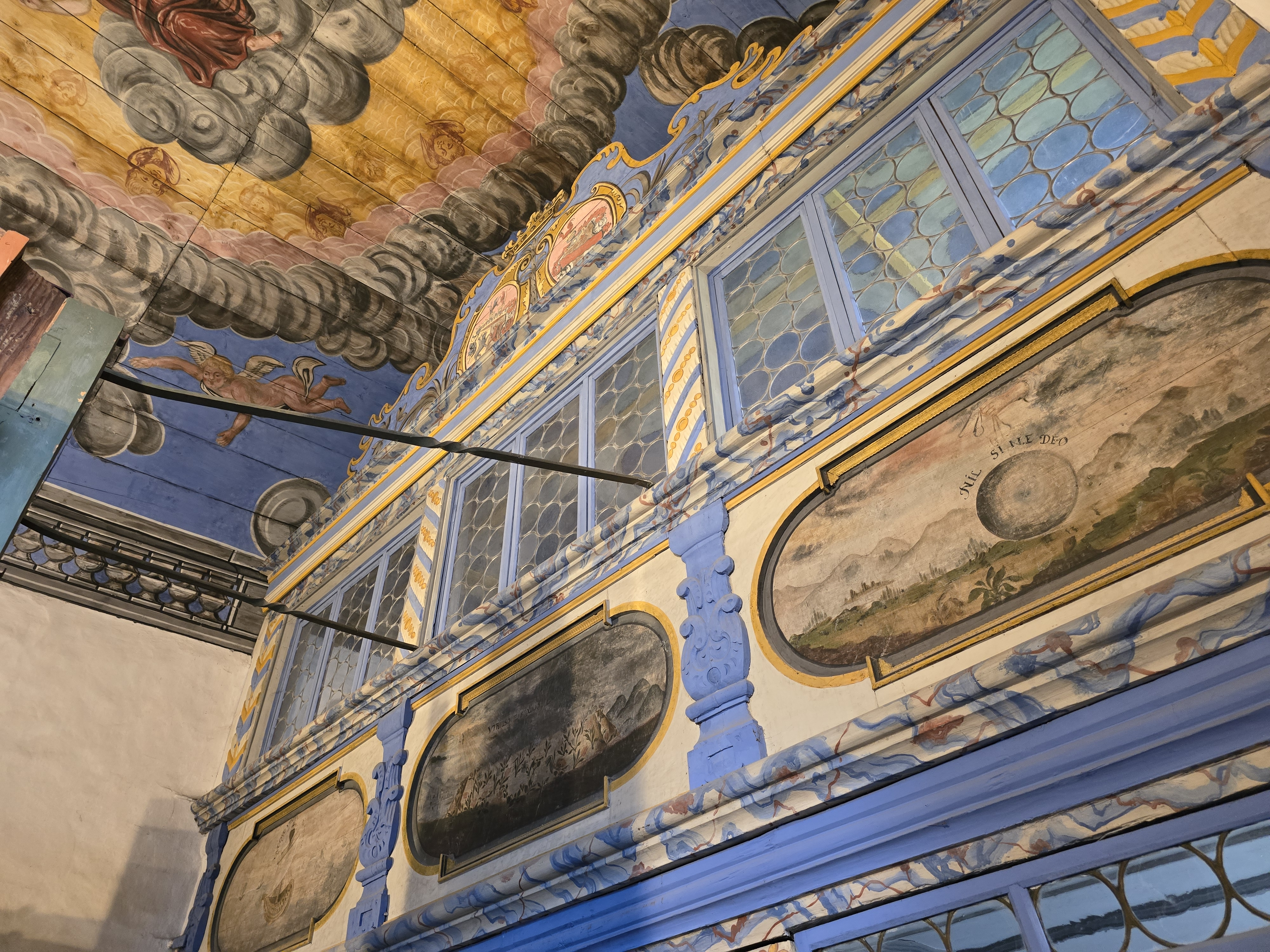
Ehemaliger Patronatsstuhl hinter dem Altar

### Kanzel
Die Kanzel stammt aus dem 17. Jahrhundert. Sie befindet sich an der südöstlichen Seite des Langhauses. Auf dem verzierten Kanzelfuß ruht ein Korb aus fünf Seiten eines Achteckes, die jeweils mit Bildern geschmückt sind. Außerdem befinden sich zwei weitere Bildtafeln am Gang zum Kanzelkorb. Sie ist über eine Treppe im Sakristeianbau an der früheren Außenwand des Turmes begehbar. Der Schalldeckel ist ebenfalls achteckig; auf ihm thront ein vergoldetes Strahlenkreuz. Das Rednerpult, welches heute zur Gemeinde gerichtet ist, war ursprünglich so angebracht, dass der Prediger sowohl Blick auf die Gemeinde als auch auf die Patronatsherren im Chor hatte.

Kanzel

### Tonnengewölbe
Die hölzerne Tonnendecke wurde im 18. Jahrhundert eingebaut und ersetzte die bis dahin einfache gerade Balkendecke. Vermutlich geschah dies, um Höhe im Raum für den gleichzeitigen Einau der Emporen zu gewinnen. Allerdings führte das dazu, dass seitdem der Druck seitwärts die Außenmauern belastet.
Das Gewölbe ist in allen drei Teilen der Kirche bemalt. Im Langhaus sieht man Jesus Christus mit einer Sichel auf einer Wolke thronend. Ihn umgeben Engel mit Spruchbändern. Um die Orgel herum befinden sich musizierende Engel. Unter dem Turm sieht man Engel aus den Wolken schauen, die auf einem Spruchband wörtlich verkünden: "Herr ich habe lieb die Stette deines Hauses und den Ort da deine Ehre wonet". Über dem Altar ist die heilige Dreifaltigkeit abgebildet mit Gott als Vater, Gott als Sohn und Gott als Heiligem Geist in Gestalt einer weißen Taube.

Gewölbe im Langhaus

Gewölbe unter dem Turm

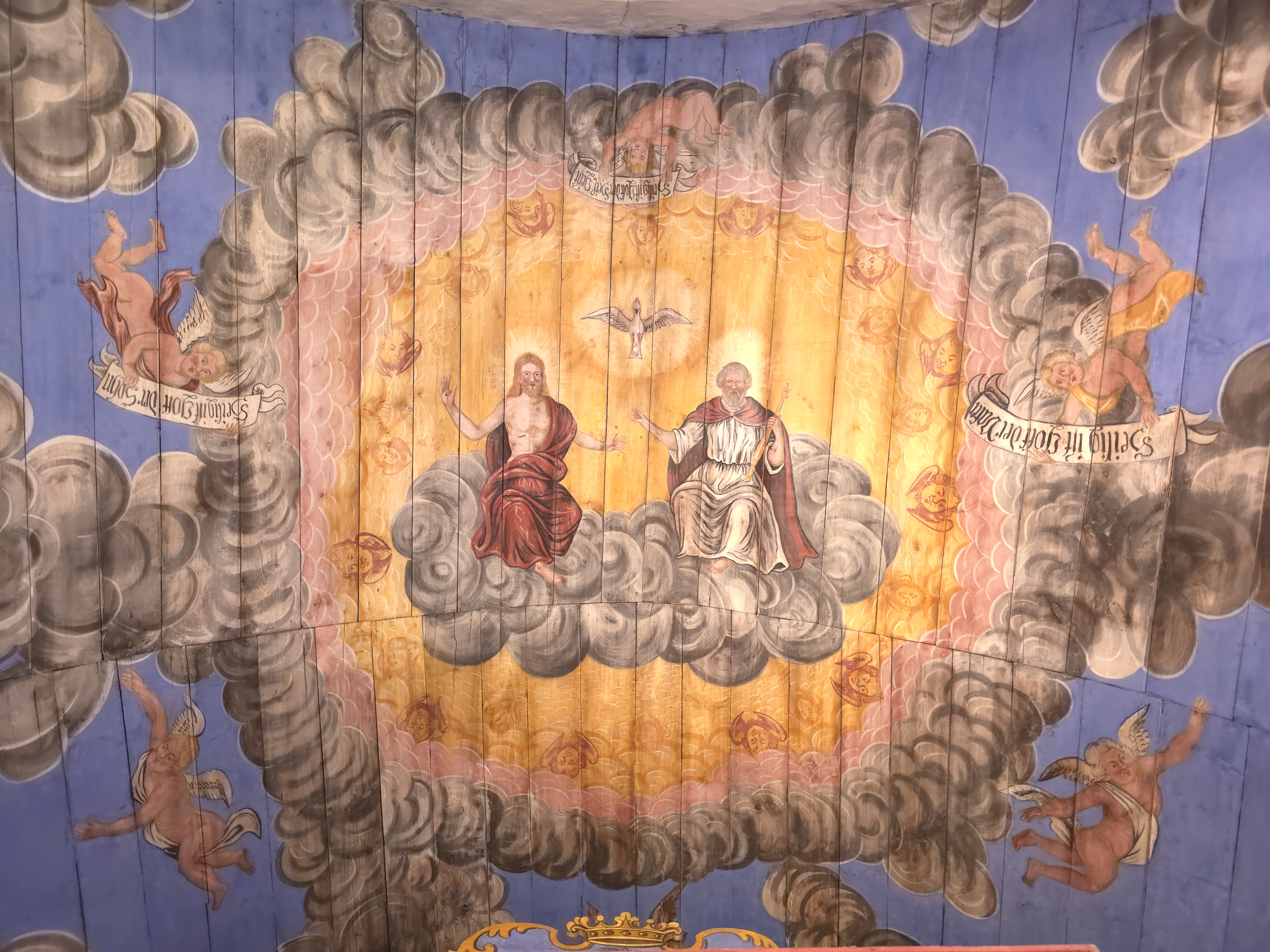
Gewölbe im Chor

### Emporen
Aus der gleichen Zeit wie das Gewölbe stammen die heutigen Emporen. Sie sind zweigeschossig und über den äußeren Treppenanbau am Eingang zu erreichen. Die Brüstungen sind geschmückt mit Bildtafeln, auf denen biblische Geschichten abgebildet werden. Sie wurden im Laufe der Zeit mehrmals umgebaut, zur Platzgewinnung vergrößert oder verkleinert und übermalt. Im Zuge der Renovierung 1980–86 wurden sowohl die Bemalungen im Gewölbe als auch auf den Emporen weitestgehend wiederhergestellt. Teilweise wurden die Emporen dabei wieder etwas zurückgebaut, um den ohnehin schon düsteren Innenraum etwas heller zu machen.

Blick zu den Emporen

### Orgel
Die Orgel wurde 1875 von Carl Lösche aus Reschwitz mit zwölf Registern auf zwei Manualen und Pedal gebaut. Nachdem sie mehrmals repariert und umdisponiert wurde, wird sie momentan (2024) von Orgelbauer Andreas Rösel aus Saalfeld restauriert. Ziel ist auch eine Rekonstruktion der originalen Disposition.
Die derzeitige Disposition lautet wie folgt:

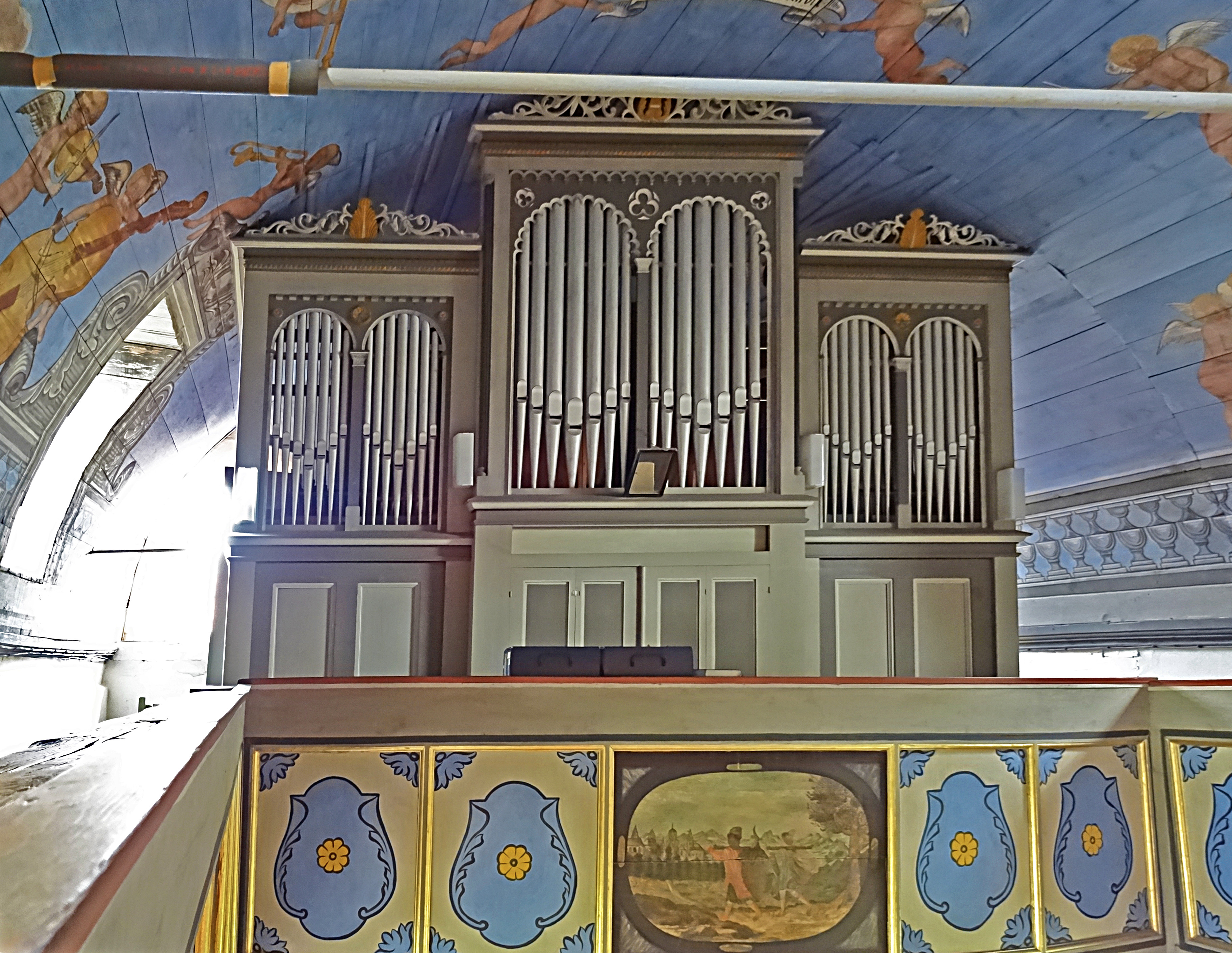
Orgel

| I Hauptwerk C–f'" |             |        |
| 1.                | Principal   | 08′    |
| 2.                | Gedackt     | 08′    |
| 3.                | Octave      | 04′    |
| 4.                | Rohrflöte   | 04′    |
| 5.                | Octave      | 02′    |
| 6.                | Sesquialter | 02fach |
| 7.                | Mixtur      | 03fach |

| II Oberwerk C–f'" |                |    |
| 8.                | Gedackt        | 8′ |
| 9.                | Flaut traverso | 4′ |
| 10.               | Nachthorn      | 2′ |

| Pedal C–d' |           |     |
| 11.        | Subbaß    | 16′ |
| 12.        | Violonbaß | 08′ |

Koppeln: OW/HW, HW/P

### Glocken
Nachdem im Zweiten Weltkrieg die beiden kleineren Glocken abgegeben werden mussten, wurden 1963 zwei neue gegossen. Seitdem verfügt die Kirche wieder über ein volles und wohlklingendes Geläut.

#### Glocke 1
Bronze, 1479, Inschrift (übersetzt): "Im Jahre des Herrn 1479. Verhöhne mich nicht, denn mein Name ist Hosianna"

#### Glocke 2
Bronze, Schilling & Söhne, 1963, Inschrift (dreizeilig): "KOMMET HER ZU MIR, ALLE, DIE IHR MÜHSELIG UND BELADEN SEID; ICH WILL EUCH ERQUICKEN. NEHMET AUF EUCH MEIN JOCH UND LERNT VON MIR, DENN ICH BIN SANFTMÜTIG UND VON HERZEN DEMÜTIG SO WERDET IHR RUHE FINDEN FÜR EURE SEELEN"

#### Glocke 3
Bronze, Schilling & Söhne, 1963, Inschrift (zweizeilig): "WER DA GLAUBT UND GETAUFT WIRD DER WIRD SELIG WERDEN; WER ABER NICHT GLAUBET DER WIRD VERDAMMT WERDEN"

Glockenstuhl

Im Geschoss unter den Glocken befindet außerdem ein altes Uhrwerk aus der Zeit zwischen 1700 und 1750. Es ist in keinem funktionstüchtigen Zustand und es sind weder Zifferblätter und Zeiger noch Pendel und zugehörige Mechanismen vorhanden.

### Epitaphe, Grab- und Denkmale

#### Kirche
Innerhalb der Kirche befinden sich in die Mauern eingebettet zwei Epitaphe aus dem 17. Jahrhundert. Eines zeigt kunstvolle Bilder mit dem Thema Trauer sowie die Wappen derer von Schönfeld. Es befindet sich heute gegenüber der Kanzel an der Nordwand des Langhauses und war früher in der Wand des Turmes eingebettet, wo es eine alte Pforte verdeckte. Sie wurde im Zuge der Umsetzung vermauert.

Epitaph im Langhaus

Im Chor befindet sich eine weitere Grabplatte für einen "Siegfried von Schönefeld, von Bärenstein, Grossenkochberg und Heilingen". Neben einigen, teils nicht mehr lesbaren Sprüchen, sind verschiedene Wappen abgebildet.

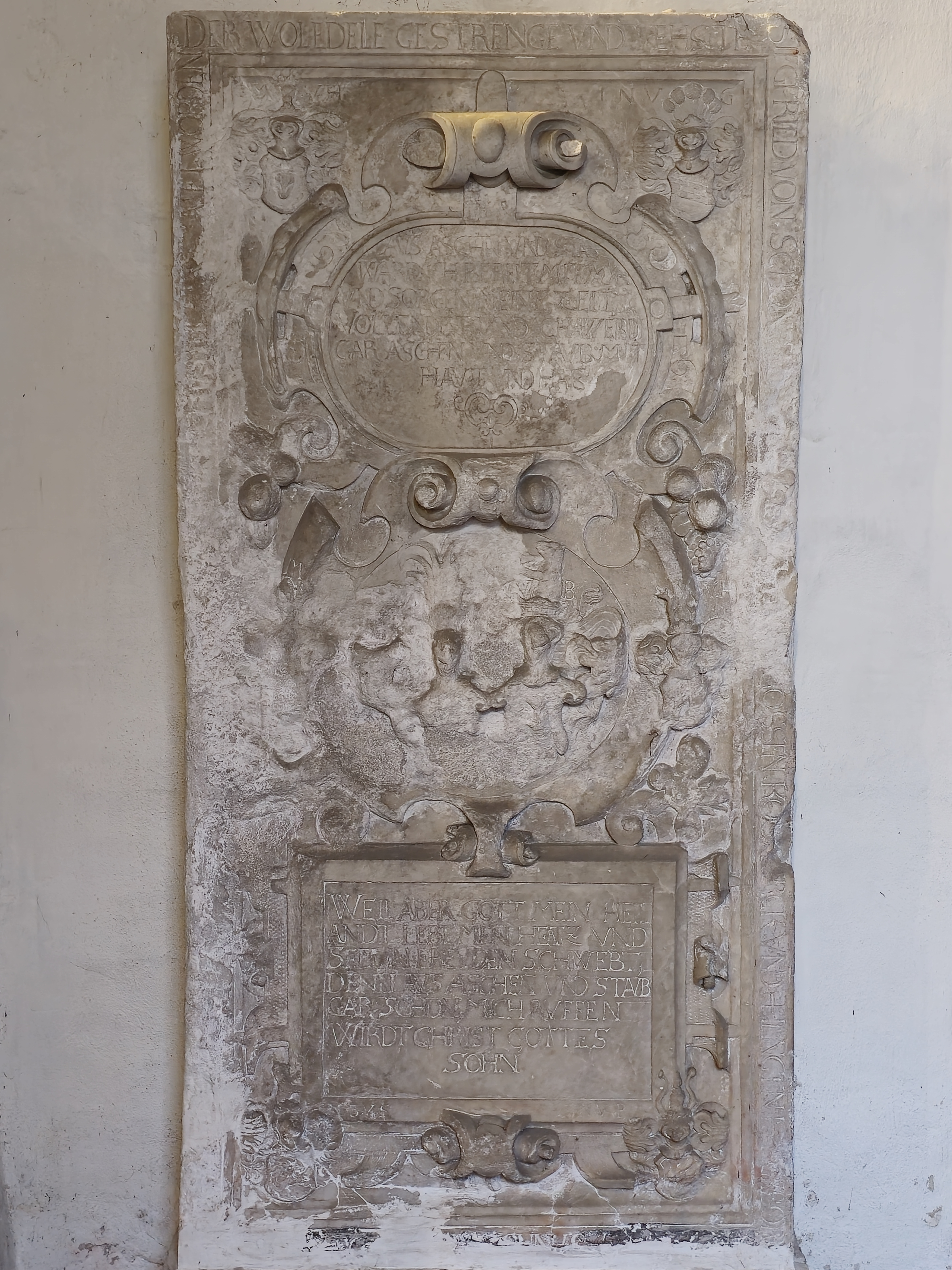
Epitaph im Chor

#### Kirchhof
Der für viele Jahrhunderte als Friedhof dienende Kirchhof beherbergt auch heute noch einige Grabsteine, wird jedoch nicht mehr als Ruhestätte genutzt. Insgesamt handelt es sich um 12 verbliebene Steine, die um die Kirche herum präsentiert werden. Der Friedhof wurde später an den Ortsrand an der Straße nach Clöswitz verlegt.

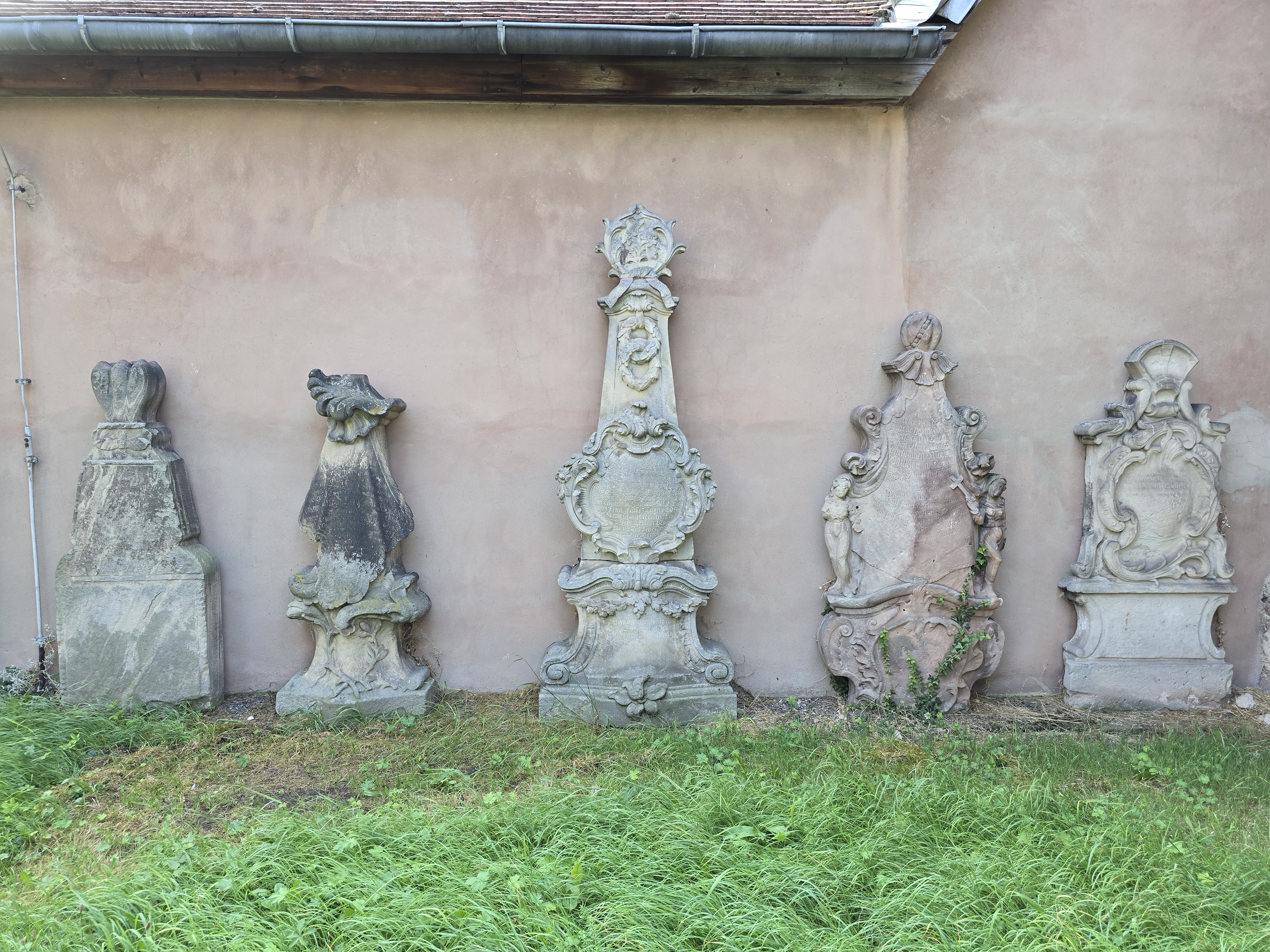
Grabsteine aus dem 17. Jahrhundert

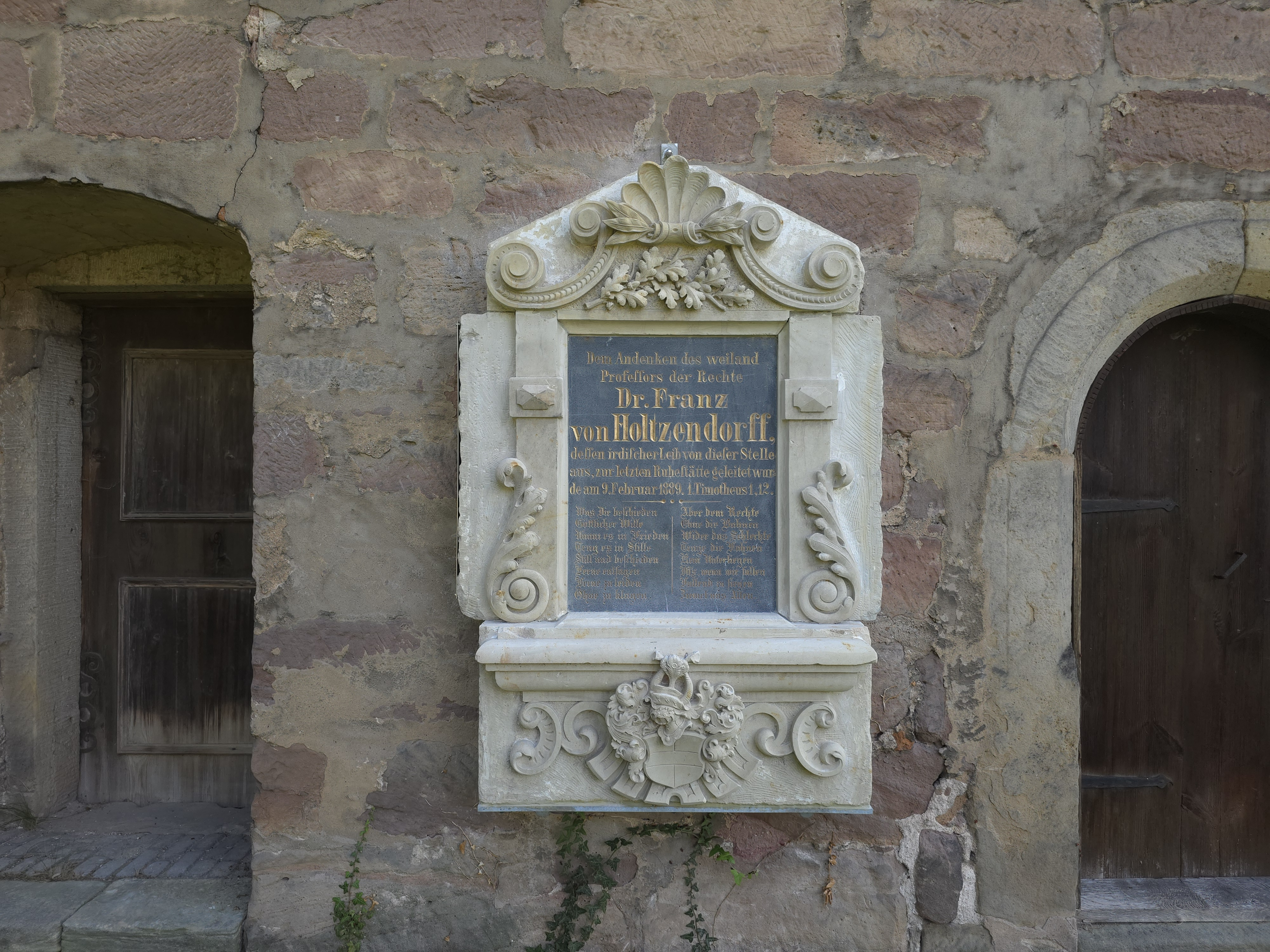
Grabstein für Franz von Holtzendorff

#### Kriegerdenkmal
Das Kriegerdenkmal an der Außenmauer des Turmes wurde in seiner heutigen Gestalt 1975 errichtet, wobei der schon vorhandenen Gedenktafel für die Gestorbenen des Ersten Weltkrieges eine für den Zweiten Weltkrieg und eine für den Deutsch-Französischen Krieg 1870/71 hinzugefügt wurden.

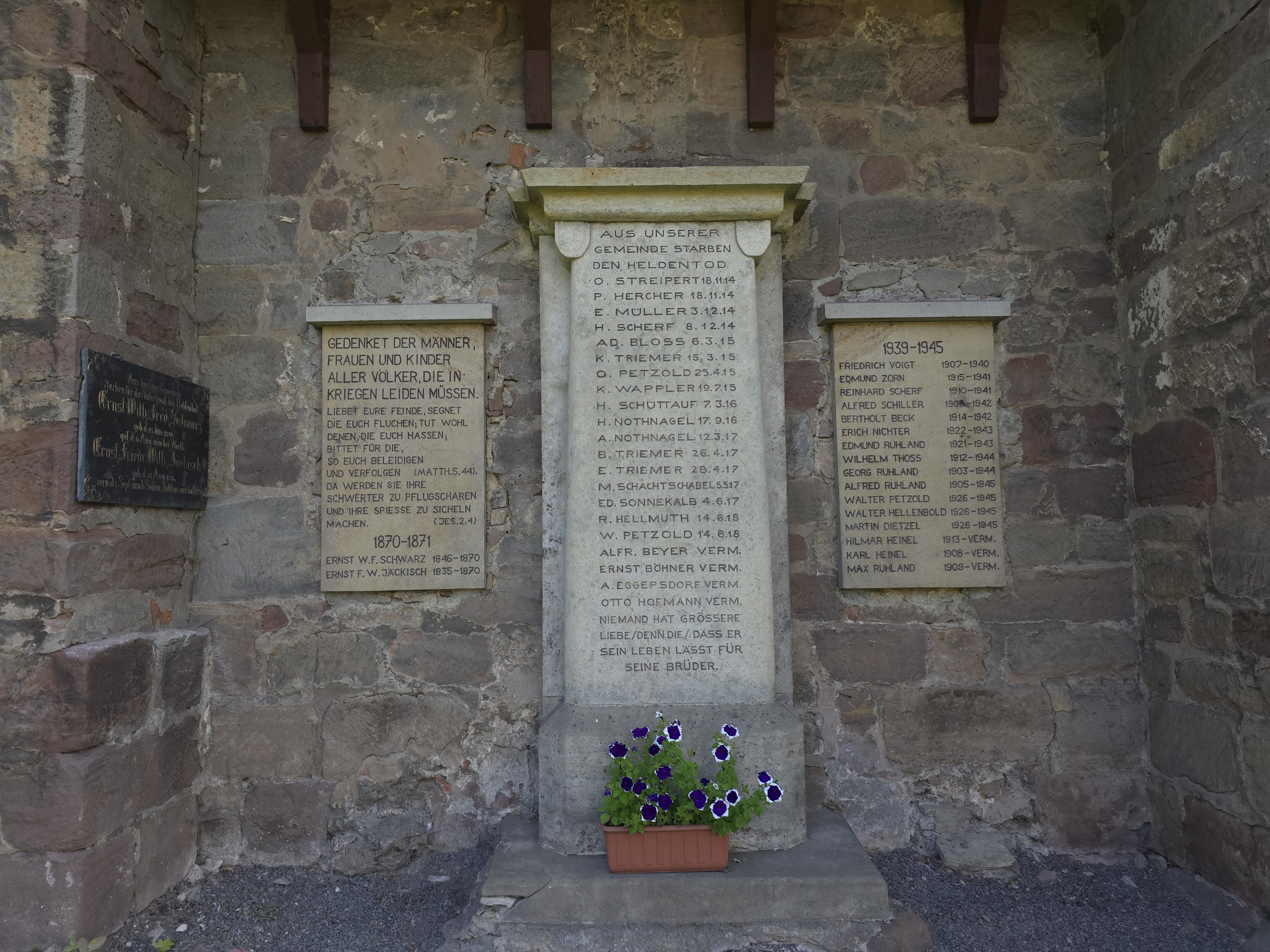
Kriegerdenkmal